# 1774 na ciência

## Eventos
- Isolamento do elemento químico Cloro[1] e Manganês[2]

## Nascimentos
| Data        | Nome                       | Profissão              | Nacionalidade                  | Observações                    | Ref   |
| ----------- | -------------------------- | ---------------------- | ------------------------------ | ------------------------------ | ----- |
| 26 de abril | Christian Leopold von Buch | geólogo e paleontólogo | Sacro Império Romano-Germânico | m. 1853 Medalha Wollaston 1842 | [ 3 ] |

## Mortes
| Data | Nome | Profissão | Nacionalidade | Observações | Ref |
| ---- | ---- | --------- | ------------- | ----------- | --- |